# Blizzard de 1979 à Chicago
Pour le blizzard de 1967, voir blizzard de 1967 à Chicago.
Le blizzard de 1979 à Chicago est une tempête de neige majeure qui toucha du 13 au 14 janvier 1979 la région de Chicago, le nord de l'Illinois et le nord-ouest de l'Indiana aux États-Unis. 41,9 cm de neige sont tombés le 13 janvier, établissant un nouveau record de neige en une seule journée. À la fin du deuxième jour, 20,3 pouces (52 cm) de neige étaient tombés. Les températures enregistrées sont descendues jusqu'à −19,2 °C.
Le blizzard a duré 38 heures et à son apogée, les rafales de vent ont atteint des vitesses de 63 km/h. Cinq personnes sont mortes pendant le blizzard, et une quinzaine d'autres ont été grièvement blessées en raison des conditions créées par la tempête.

## Évolution météorologique
Avant le blizzard, Chicago avait déjà subi une tempête de neige le 31 décembre qui avait laissé plus de 15 cm de neige autour de la ville. Les températures demeurèrent aussi bien sous le point de congélation et le déneigement fut minimal du 2 au 12 janvier. Le vendredi 12 janvier, le ciel était nuageux en fin d'après-midi et des accumulations 5 à 10 cm étaient prévues à partir de la soirée.
Cependant, le système météorologique est devenu beaucoup plus intense que prévu lors de son passage au sud et au sud-est de Chicago. De plus, l'air froid du nord-est passant sur les eaux ouvertes du lac Michigan a accru les chutes de neige par une effet de bourrasques côtières. La neige s'est atténuée le samedi soir mais ne s'est finalement terminée que vers 2 heures du matin le dimanche. Des rafales atteignant 63 km/h dans la région de Chicago ont produit de la poudrerie généralisée.
L'accumulation officielle pour la tempête à l'aéroport international O'Hare de Chicago était de 52 cm ce qui en faisait à ce moment la deuxième plus importante tempête de neige jamais enregistrée à Chicago (reclassée quatrième en 2019). Avec les chutes de neige précédentes, il y avait 29 pouces (74 cm) de neige sur le sol.

## Impacts
Cinq personnes sont mortes pendant le blizzard, et une quinzaine d'autres ont été grièvement blessées en raison des conditions créées par la tempête. L'un des cinq décès est survenu lorsqu'un conducteur de chasse-neige perdit le contrôle, endommageant 34 voitures et tuant un homme.
Le froid et la neige continue de cet hiver entraîna d'importantes complications sur le réseau des transports en commun de la Chicago Transit Authority (CTA), particulièrement pour le métro aérien dans Downtown Chicago, les rails étant gelés. Beaucoup de gens avaient leurs voitures enfouies sous la neige durant tout l'hiver. Les banlieusards ont dû prendre les bus pour se rendre au travail. Les autobus étaient pris dans les bouchons, et de nombreux détours étaient nécessaires pour éviter les tas de neige dans les rues. L'aéroport O'Hare fut aussi fermé durant 96 heures, du 13 au 15 janvier.
La réponse de l'administration de Michael Anthony Bilandic, maire de l'époque, concernant les blocages des transports et les autres problèmes entrainés par ces intempéries fut si médiocre que cela entraîna l'élection de Jane Byrne, la première femme à devenir maire de Chicago. Lors d'une élection spéciale, elle battit Michael Bilandic qui avait pris le relais à la suite de la mort du maire Richard J. Daley,.